# Gonzalo Vidal Tur
Gonzalo Vidal Tur (Onteniente, 1895-Alicante, 1979) fue un escritor y religioso español.

## Biografía
Nació en la localidad valenciana de Onteniente. Sacerdote, escritor y cronista de la provincia de Alicante, fue autor de obras como Alicante: sus calles antiguas y modernas, Alicante ochocentista, Castillos de España, El Marqués del Bosch de Ares, El cementerio de San Blas de Alicante, Estampas verónico levantinas, Jaime I de Aragón y la mariología alicantina, Para un despertar vocacional, Persecución religiosa, Síntesis histórica de la Santísima Faz de Cristo, Un obispado español y Centro católico de Alicante (1895-1961). Falleció en la ciudad de Alicante en 1979.